# Carex valbrayi
Carex valbrayi là một loài thực vật có hoa trong họ Cói. Loài này được H.Lév. mô tả khoa học đầu tiên năm 1917.